# Órbigo
Órbigo – rzeka w Hiszpanii, która przepływa przez wspólnotę autonomiczną Kastylia i León. Jest dopływem rzeki Esla w dorzeczu Duero.